# Robert Carver
Robert Carver, także Carbor, Carlbor (ur. ok. 1490, zm. po 1546) – szkocki kompozytor i augustianin; jeden z najwybitniejszych kompozytorów szkockich.
Na początku XVI wieku wstąpił do opactwa we Scone. Do 1546 skomponował tam pięć mszy (4-, 6-, i 10-głosowych; jako cantus firmus wykorzystywał m.in. melodie angielskich pieśni ludowych czy L’homme armé) oraz dwa motety (5- i 19-głosowe). Zachowane rękopisy jego utworów przechowywane są w Bibliotece Narodowej Szkocji.